# Muaid Ellafi
Muaid Salem Ali Ellafi (ar. مؤيد اللافي, ur. 7 marca 1996 w Trypolisie) – libijski piłkarz grający na pozycji ofensywnego pomocnika. W sezonie 2020/2021 występuje w klubie Wydad Casablanca.

## Kariera klubowa

### CD Santa Clara
Ellafi trafił do Santa Clary 23 stycznia 2016 roku. Zadebiutował on w jej barwach 5 marca 2016 roku w przegranym 1:0 spotkaniu przeciwko Sportingowi Covilhã. Łącznie dla CD Santy Clary Libijczyk rozegrał 7 meczów, w których nie strzelił żadnego gola.

### Al-Ahly Trypolis
Elllafi wrócił do Al-Ahly Trypolis w czerwcu 2016, zaliczając debiut dla niego 19 czerwca 2016 roku w spotkaniu przeciwko FUS Rabat (wyg. 1:0). Pierwszą bramkę dla tego zespołu zdobył on 12 lutego 2017 roku w wygranym 3:1 meczu z All Stars, dwukrotnie wpisując się na listę strzelców. Łącznie dla Al-Ahly Trypolis Libijczyk wystąpił w 15 spotkaniach, zdobywając 6 bramek.

### Asz-Szabab Rijad
Ellafi podpisał kontrakt z Asz-Szabab Rijad 8 stycznia 2018 roku. Zadebiutował on dla tego klubu w przegranym 3:2 spotkaniu z Al-Ahli Dżudda. Ostatecznie dla Asz-Szabab Rijad Libijczyk rozegrał 6 meczów, nie strzelając żadnego gola.

### Wolny zawodnik
Ellafi był wolnym zawodnikiem od 1 lipca 2018 roku do 14 grudnia 2018 roku.

### USM Algier
Ellafi dołączył do drużyny USM Algier 14 grudnia 2018 roku. Piłkarz ten zaliczył debiut dla tego zespołu 4 stycznia 2019 roku w meczu z DRB Tadjenanet (przeg. 1:0). Pierwszego gola dla tego klubu zawodnik ten strzelił 11 dni później w wygranym 4:1 starciu z NA Hussein Dey. Łącznie dla USM Algier Libijczyk wystąpił 38 razy, zdobywając 6 bramek.

### Wydad Casablanca
Ellafi przeniósł się do Wydadu Casablanca 26 października 2020 roku. Zadebiutował on dla tego zespołu 6 grudnia 2020 roku w wygranym 2:0 spotkaniu przeciwko Youssoufii Berrechid. Swoją premierową bramkę piłkarz ten zdobył 6 dni później w meczu z Olympique Safi (przeg. 2:1). Do 25 marca 2021 roku Libańczyk w barwach Wydadu Casablanca rozegrał 15 meczów, w których strzelił 5 goli.

## Kariera reprezentacyjna
Ellafi zadebiutował w reprezentacji Libii 12 czerwca 2015 roku w przegranym 1:0 spotkaniu przeciwko Maroku. Do 25 marca 2021 roku w barwach reprezentacji Libii piłkarz ten wystąpił w 18 spotkaniach, zdobywając 2 bramki.
| Numer | Przeciwko | Ranga                                     | Data            | Ilość | Wynik końcowy meczu (ziel. wygrane) |
| ----- | --------- | ----------------------------------------- | --------------- | ----- | ----------------------------------- |
| 1     | Seszele   | Puchar Narodów Afryki 2019 – kwalifikacje | 9 czerwca 2017  | 1     | 5:1                                 |
| 2     | Niger     | Mecz towarzyski                           | 7 września 2019 | 1     | 2:0                                 |

## Sukcesy
Sukcesy w karierze klubowej Muaida Ellafiego:
- Dawrī ad-Darağa al-’Ūlà al-Lībī – 1x, z Al-Ahly Trypolis, 2016 rok
- Championnat National de Première Division – 1x, z USM Algier, sezon 2018/2019